# 黄寛
黄 寛（こう かん、Huang Kuan、1829年 - 1878年）は、清末の医学者・教育者。字は綽卿、号は傑臣。ヨーロッパで医学を学んだ初めての中国人である。
広東省香山県東岸郷（現在の広東省珠海市香洲区唐家湾鎮）の出身。容閎・黄勝とともにアメリカ合衆国に留学したが、後にスコットランドに移った。1850年から1855年までエディンバラ大学で医学を学び、1857年まで研修医として勤務した。その後香港に戻り、翌年に広州で開業し、臨床医学と医学教育に従事した。彼の豊富な西洋医学の知識は次の世代の中国人医師に大きな影響を与えた。